# Comuna Zîmîne, Rozdolne
Zîmîne (în ucraineană Зимине) este o comună în raionul Rozdolne, Republica Autonomă Crimeea, Ucraina, formată din satele Krasnoarmiiske, Ovrajne, Voronkî și Zîmîne (reședința).

## Demografie
Componența lingvistică a comunei Zîmîne
     Rusă (55,68%)
     Ucraineană (30,65%)
     Tătară crimeeană (9,44%)
     Alte limbi (0,76%)
Conform recensământului din 2001, majoritatea populației comunei Zîmîne era vorbitoare de rusă (55,68%), existând în minoritate și vorbitori de ucraineană (30,65%) și tătară crimeeană (9,44%).